# Богданович, Александр Аполлонович
Алекса́ндр Аполло́нович Богдано́вич (1864—?) — русский военный  деятель, полковник (1916). Герой Первой мировой войны.

## Биография
В 1891 году после окончания двух курсов Физико-математического факультета Императорского Санкт-Петербургского университета вступил в службу. В 1893 году после окончания  Киевского военного училища по I разряду произведён в подпоручики и выпущен в 2-й Ковенский крепостной пехотный батальон. В 1897 году произведён в поручики, в 1901 году в штабс-капитаны, в 1906 году в капитаны, командир роты Литовского 51-го пехотного полка.

С 1914 года участник Первой мировой войны, подполковник, в 1916 году произведён в полковники, командир 283-го  Павлоградского пехотного полка.  Высочайшим приказом по Армии и Флоту от 8 мая 1917 года за храбрость награждён Георгиевским оружием: 
За то, что будучи в чине подполковника и состоя в рядах 51-го пехотного Литовского полка, в ночном бою со 2-го на 3-е июня 1916 года у д. Ростоки, лично руководя батальоном под орудийным, пулемётными ружейным огнём, с боя взял сильно укреплённую позицию на участке своего батальона и высоту 373, имевшую важное значение

## Награды
- Орден Святой Анны 2-й степени с мечами (Мечи — ВП 11.08.1916)
- Орден Святого Станислава 2-й степени с мечами (Мечи — ВП 03.09.1916)
- Орден Святого Владимира 4-й степени с мечами и бантом (ВП 31.10.1915)
- Монаршее Благоволение (ВП 04.06.1916)
- Орден Святого Владимира 3-й степени с мечами  (ВП 12.05.1917[2])
- Георгиевское оружие (ВП 08.05.1917)